# ダイナマイト松尾
ダイナマイト松尾（だいなまいと まつお、本名：松尾 務（まつお つとむ）、1953年6月15日 - ）は、長崎県長崎市出身の元プロボクサー。元日本ウェルター級、ミドル級チャンピオン。強打の日本タイトル二階級制覇者。三津山ジム所属。

## 来歴
1974年、ライト級でデビュー。1979年、得意の強打で江刺勝雄に3回終了TKO勝ち、日本ミドル級チャンピオンとなるが、初防衛戦でジェームス・キャラハンに8回KO負け、王座を失う。
1981年10月13日、亀田昭雄の返上により空位となった日本ウェルター級王座を串木野純也と争い、10回判定勝ちで見事二階級を制覇。しかし、初防衛戦となった翌年1月の串木野との再戦で9回KO負け、両階級ともに初防衛を果たせなかった。

## 通算戦績
35戦19勝（16KO）11敗5引分け